# San Crisogono (titolo cardinalizio)
San Crisogono (latino: Titulus Sancti Chrysogoni) è un titolo cardinalizio, documentato per la prima volta sul finire del V secolo, quando i presbiteri Pietro e Redento tituli Chrysogoni presero parte al concilio romano indetto da papa Simmaco nel 499. In base al catalogo di Pietro Mallio, compilato durante il pontificato di papa Alessandro III, il titolo era collegato alla basilica di San Pietro in Vaticano e i suoi sacerdoti vi celebravano messa a turno. Il titolo insiste sulla basilica di San Crisogono, che è retta dai padri Trinitari.
Dal 22 febbraio 2014 il titolare è il cardinale Andrew Yeom Soo-jung, arcivescovo emerito di Seul.

## Titolari
Si omettono i periodi di titolo vacante non superiori ai 2 anni o non storicamente accertati.
- Pietro e Redento (menzionati nel 499)
- Giovanni (menzionato nel 595)
- Stefano (745 - 752)
- Zaccaria (853 - dopo l'867)
- Giovanni (872 - ?)
- Pietro (875 - ?)
- Teofilatto (964 - prima del 1026)
- Giovanni (1025 - prima del 1033)[3]
- Pietro (1033 - prima del 1044)
- Pietro (1044 - circa 1054)
- Frédéric Gozzelon de Lorraine, O.S.B. (14 giugno - 2 agosto 1057 eletto papa con il nome di Stefano IX)
- Pietro (1072 - 1088)
- Gregorio (1088 - circa 1092)
- San Bernardo degli Uberti, O.S.B.Vall. (prima di aprile 1100 - dopo ottobre 1106 nominato vescovo di Parma)[4]
- Gregorio (prima di aprile 1111 - 30 novembre 1113 deceduto)[5]
- Giovanni da Crema (prima del 1116 - dopo marzo 1132 deceduto)[6]
- Bernardo (1136 - circa 1138)
- Guido (prima di settembre 1138 - marzo/maggio 1158 deceduto)[7]
- Bonadies de Bonadie (prima del 7 maggio[7] 1158 - dopo agosto 1161 deceduto)[8]
- Pietro (Dandini), O.S.B. (1173 - 1179 nominato cardinale vescovo di Frascati)
- Stephen Langton (1205 - 9 luglio 1228 deceduto)
- Robert Somercotes (1239 - 26 settembre 1241 deceduto)[9]
- Corrado Caracciolo (12 giugno 1405 - 15 febbraio 1411 deceduto)
- Pierre d'Ailly (6 giugno 1411 - 9 agosto 1420 deceduto)
  - Titolo vacante (1417-1440)
- Antão Martins de Chaves (8 gennaio 1440 - 6 luglio 1447 deceduto)
  - Wincenty Kot z Dębna (6 aprile 1444 - 2 ottobre 1447 dimesso) (pseudocardinale dell'antipapa Felice V)
- Antonio Cerdá y Lloscos, O.SS.T. (17 febbraio 1448 - 12 settembre 1459 deceduto)
- Giacomo Ammannati Piccolomini (o Jacopo) (8 gennaio 1462 - 17 agosto 1477 nominato cardinale vescovo di Frascati)
- Girolamo Basso Della Rovere (17 settembre 1479 - 31 agosto 1492 nominato cardinale vescovo di Palestrina)
- Giovanni Battista Ferrari (5 ottobre 1500 - 20 luglio 1502 deceduto)
- Adriano Castellesi (12 giugno 1503 - 5 luglio 1518 sollevato)
- Alberto di Hohenzollern (5 luglio 1518 - 5 gennaio 1521 nominato cardinale presbitero di San Pietro in Vincoli)
- Eberhard von der Mark (5 gennaio 1521 - 27 febbraio 1538 deceduto)
- Girolamo Aleandro (20 marzo 1538 - 1º febbraio 1542 deceduto)
- Pietro Bembo, O.S.Io.Hier. (15 febbraio 1542 - 17 ottobre 1544 nominato cardinale presbitero di San Clemente)
- Uberto Gambara (17 ottobre 1544 - 14 febbraio 1549 deceduto)
- Jean du Bellay (25 febbraio 1549 - 28 febbraio 1550 nominato cardinale vescovo di Albano)
- Antoine Sanguin de Meudon (28 febbraio 1550 - 25 novembre 1559 deceduto)
- Cristoforo Madruzzo (o Madruzzi) (16 gennaio 1560 - 13 marzo 1560 nominato cardinale presbitero di Santa Maria in Trastevere)
- Jean Bertrand (13 marzo 1560 - 4 dicembre 1560 deceduto)
- Carlo di Borbone-Vendôme (15 gennaio 1561 - 9 maggio 1590 deceduto)
- Domenico Pinelli (14 gennaio 1591 - 22 aprile 1602 nominato cardinale presbitero di Santa Maria in Trastevere)
- Camillo Borghese (22 aprile 1602 - 16 maggio 1605 eletto papa con il nome di Paolo V)
- Carlo Conti di Poli (1º giugno 1605 - 17 agosto 1605 nominato cardinale presbitero di San Clemente)
- Scipione Caffarelli-Borghese (17 agosto 1605 - 2 ottobre 1633 deceduto); in commendam (20 agosto 1629 - 2 ottobre 1633)
- Pietro Maria Borghese, diaconia pro illa vice (19 dicembre 1633 - 15 giugno 1642 deceduto)
- Fausto Poli (31 agosto 1643 - 7 ottobre 1653 deceduto)
- Lorenzo Imperiali (23 marzo 1654 - 21 settembre 1673 deceduto)
- Giambattista Spada (25 settembre 1673 - 23 gennaio 1675 deceduto)
- Carlo Pio di Savoia (28 gennaio 1675 - 1º dicembre 1681 nominato cardinale presbitero di Santa Maria in Trastevere)
- Paluzzo Paluzzi Altieri degli Albertoni (1º dicembre 1681 - 13 novembre 1684 nominato cardinale presbitero di Santa Maria in Trastevere)
- Giulio Spinola (13 novembre 1684 - 28 febbraio 1689 nominato cardinale presbitero di Santa Maria in Trastevere)
- Fabrizio Spada (24 gennaio 1689 - 30 aprile 1708 nominato cardinale presbitero di Santa Prassede)
- Filippo Antonio Gualterio (30 aprile 1708 - 29 gennaio 1725 nominato cardinale presbitero di Santa Cecilia)
- Prospero Marefoschi (29 gennaio 1725 - 19 novembre 1725 nominato cardinale presbitero di San Callisto)
- Giulio Alberoni (20 settembre 1728 - 29 agosto 1740 nominato cardinale presbitero di San Lorenzo in Lucina)
- Sigismund von Kollonitz (29 agosto 1740 - 12 aprile 1751 deceduto)
- Giovanni Giacomo Millo (10 dicembre 1753 - 16 novembre 1757 deceduto)
- Giambattista Roero di Pralormo (2 agosto 1758 - 9 ottobre 1766 deceduto)
- Filippo Maria Pirelli (1º dicembre 1766 - 10 gennaio 1771 deceduto)
  - Titolo vacante (1771-1775)
- Francesco Maria Banditi, C.R. (18 dicembre 1775 - 26 gennaio 1796 deceduto)
  - Titolo vacante (1796-1853)
- Gioacchino Vincenzo Raffaele Luigi Pecci (22 dicembre 1853 - 20 febbraio 1878 eletto papa con il nome di Leone XIII)
- Friedrich von Fürstenberg (27 febbraio 1880 - 20 agosto 1892 deceduto)
- Philipp Krementz (19 gennaio 1893 - 6 maggio 1899 deceduto)
- Francesco di Paola Cassetta (22 giugno 1899 - 27 marzo 1905 nominato cardinale vescovo di Sabina)
- Pietro Maffi (18 aprile 1907 - 17 marzo 1931 deceduto)
- Theodor Innitzer (16 marzo 1933 - 9 ottobre 1955 deceduto)
  - Titolo vacante (1955-1958)
- Antonio María Barbieri, O.F.M.Cap. (18 dicembre 1958 - 6 luglio 1979 deceduto)
  - Titolo vacante (1979-1983)
- Bernard Yago (2 febbraio 1983 - 5 ottobre 1997 deceduto)
- Paul Shan Kuo-hsi, S.I. (21 febbraio 1998 - 22 agosto 2012 deceduto)
- Andrew Yeom Soo-jung, dal 22 febbraio 2014